# Gerhard Jäger (Betriebswirtschaftler)
Gerhard Jäger (* 14. Juli 1961 in Frankfurt am Main) ist ein deutscher Wirtschaftswissenschaftler, der seit Juni 2022 Rektor der DHBW Lörrach ist.

## Leben und Wirken
Jäger studierte von 1982 bis 1989 an den Universitäten Bamberg und Münster Betriebswirtschaft. Nach Studienende war er 13 Jahre unter anderem als Geschäftsbereichsleiter für das Forschungs- und Beratungsunternehmen Prognos AG in Basel tätig. In dieser Zeit betreute er europaweit über 100 Beratungsmandate im Kontext von Strategie- und Organisationsentwicklung.
Seit 2002 lehrt er an der DHBW in Lörrach Betriebswirtschaftslehre, mit dem Schwerpunkt Unternehmensführung. Er war von 2010 bis 2014 Wissenschaftlicher Leiter des berufsbegleitenden Masterstudiengangs Business Management. Seit 2016 war er zunächst als Prorektor und Dekan der Fakultät Wirtschaft Mitglied des Rektorates der DHBW Lörrach. Im Juni 2022 trat er das Amt des Rektors an.

## Publikationen (Auswahl)
- Marketing as a core element of internationalization in the higher education market, Konferenzbeitrag DAAD; Bonn, 2015
- Demografie aktiv gestalten. Ein Praxis-Leitfaden für kleine und mittelständische Unternehmen (gemeinsam mit Billen, P., Schirmer, U.), Lörrach 2013
- Duale Studienangebote im Kontext der Bologna-Reform, Konferenzbeitrag Prognos, Basel, 2012
- Demografie als Chance für Marketing und Vertrieb; Vortrag Wirtschaftsförderung Südwest, Bad Säckingen, 2012
- Hochschulmanagement im Wandel – deutsche Hochschulen zwischen Tradition und Globalisierung, in: Mit dem Blick fürs Ganze – Festschrift für Dr. Hans J. Barth, Basel/Berlin, 2010
- Social Media Knowledge Management, Best-Practice-Tagung an der DHBW Lörrach, 2010
- Internationales Hochschulmarketing an Deutschen Auslandsschulen, Konferenzbeitrag Andrassy Universität Budapest, 2010
- Influencing the customer’s decision process, Konferenzbeitrag EAIE, Madrid, 2009